# Pleurothallis tridentata
Pleurothallis tridentata är en orkidéart som beskrevs av Johann Friedrich Klotzsch. Pleurothallis tridentata ingår i släktet Pleurothallis och familjen orkidéer. Inga underarter finns listade i Catalogue of Life.

## Bildgalleri

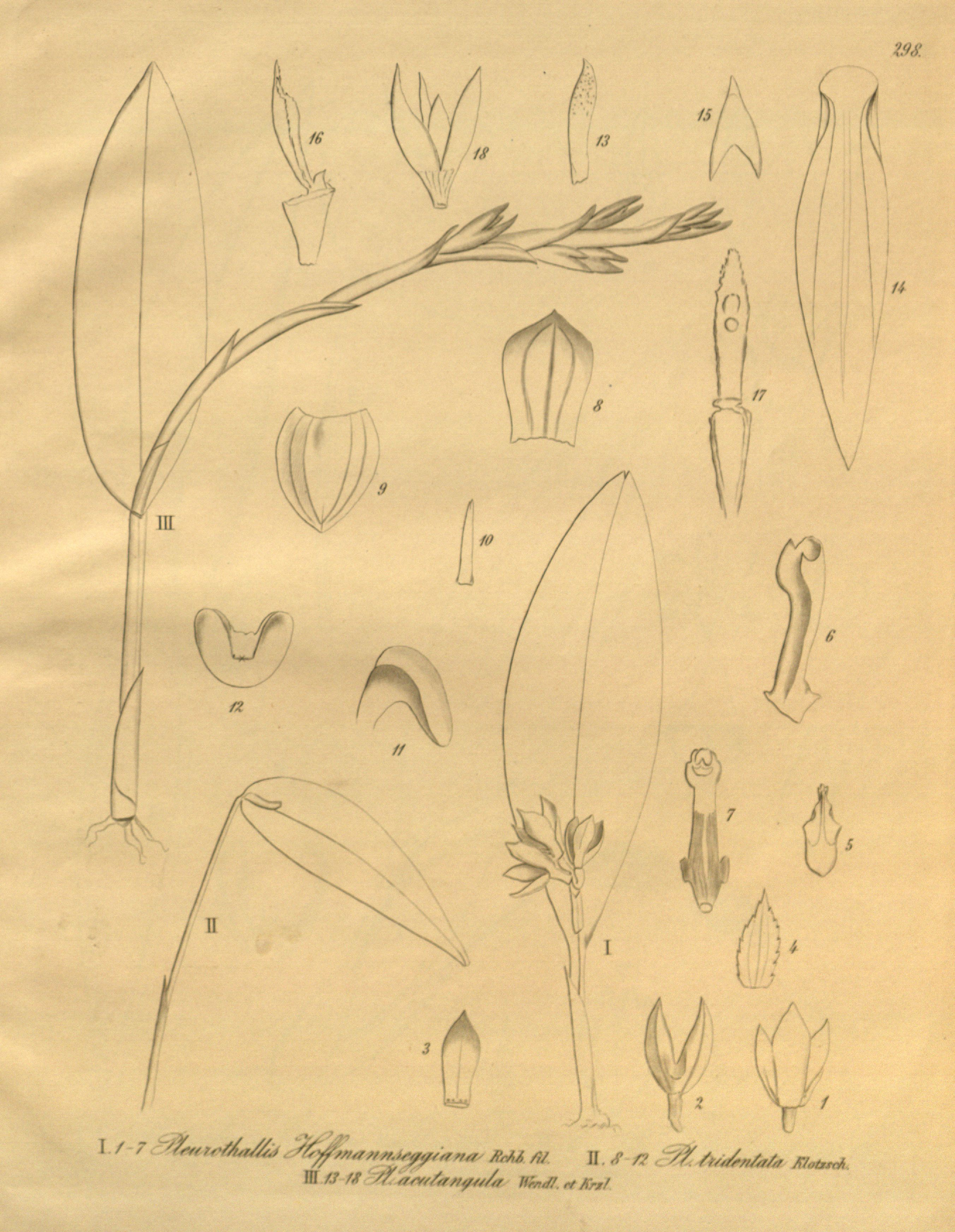